# Misirlou
Misirlou (greco Μισιρλού, derivato dal turco Mısırlı, "egiziano", a sua volta derivato dall'arabo مصر, Miṣr, "Egitto") è un brano musicale folkloristico greco. La canzone è divenuta celebre in seguito come standard easy listening, incisa da numerosi musicisti quali ad esempio Korla Pandit e Juan García Esquivel. Registrata da Dick Dale & The Del-Tones in versione surf rock, è ritornata in auge negli anni novanta grazie alla colonna sonora del film Pulp Fiction.

## Il brano
Il termine greco Misirlou (Μισιρλού) è la forma femminile del sostantivo Misirlis (Μισιρλής), che deriva dalla parola turca Mısırlı. Quest'ultima è derivata da Mısır ("Egitto", derivato dall'arabo مصر, Miṣr) con suffisso "-lı", così a formare Mısırlı, che letteralmente significa "egiziano". Il termine significa quindi "donna egiziana". Il testo della canzone tratta infatti di una "donna egiziana" di cui l'autore è innamorato. Misirlou può comunque far riferimento a una donna egiziana oppure, più specificatamente, di religione islamica.
Essendo una canzone greca molto antica l'autore del brano è sconosciuto e, trattandosi di una canzone popolare, molto probabilmente è frutto di aggiunte e modifiche da parte di diversi autori nel corso del tempo.
Fu Michalis Patrinos, nel 1927, a incidere per la prima volta questa canzone: questa versione, suonata in stile rebetiko, un genere molto noto in Grecia, ebbe molto successo.

## Testo
Μισιρλού μου, η γλυκιά σου η ματιά

Φλόγα μου 'χει ανάψει μες στην καρδιά

Αχ, για χαμπίμπι, αχ, για χαλέλι, αχ

Τα δυο σου χείλη στάζουνε μέλι, αχ
Αχ, Μισιρλού, μαγική, ξωτική ομορφιά

Τρέλα θα μου 'ρθει, δεν υποφέρω πια

Αχ, θα σε κλέψω μέσα από την Αραπιά
Μαυρομάτα Μισιρλού μου τρελή

Η ζωή μου αλλάζει μ' ένα φιλί

Αχ, για χαμπίμπι ενα φιλάκι,άχ

Απ' το γλυκό σου το στοματάκι, αχ»
Mia ragazza egiziana, il tuo dolce sguardo

Ha acceso la fiamma nel mio cuore

Oh mio Amore, Oh mia Notte, ah

Dalle tue labbra cade miele, ah
Ah, mia cara ragazza, magica, esotica bellezza

Diverrò pazzo, non resisto più

Ah, ti rapirò dalla terra d'Arabia
Pazza mia Misirlou dagli occhi neri

La vita cambia con un tuo bacio

Oh, mio amore, con un piccolo bacio, oh

Dalle tue piccole e dolci labbra»

## Cover (parziale)
- Nel 1941, il jazzista Nick Roubanis ne pubblicò una sua versione, più precisamente un arrangiamento strumentale jazzistico, accreditandosi come autore del pezzo.
- Il tastierista Korla Pandit ne ha eseguito una celebre versione exotica all'organo Hammond.
- Juan García Esquivel ne ha inciso un'altra versione di genere exotica con la sua orchestra.
- Nel 1960, Dick Dale & The Del-Tones ne fecero una versione surf rock, che è attualmente[quando?] tra le più celebri. Dick Dale, per la prima volta nella storia, usò il tremolo picking per la chitarra elettrica, tecnica allora inutilizzata se non da parte dei chitarristi classici.
- Nel 1961 Caterina Valente ne incise una versione in lingua spagnola.
- The Lively Ones nell'album Surf Rider!
- The Beach Boys
- The Trashmen
- Agent Orange
- Kronos Quartet
- Connie Francis
- The Black Eyed Peas con il brano Pump It.
- Il gruppo musicale veneziano Ska-J l'ha utilizzata nell'introduzione del brano In The Mood For Love.
- Nel 2012 il cantautore italiano Vinicio Capossela ha inserito nell'album Rebetiko Gymnastas una versione filologica di Misirlou in stile rebetiko suonata con i musicisti greci Ntinos Chatziiordanou, Vassilis Massalas, Socratis Ganiaris e Manolis Pappos.